# 永田隆憲
永田 隆憲（ながた たかのり、1966年1月12日 - ）は、日本の元ラグビー選手、同指導者。既婚。

## プロフィール
- 福岡県出身。
- ポジションはプロップ(PR)。
- 日本代表キャップは1。

## 来歴・人物
筑紫高校時代に高校日本代表選手に選出され、主将を務めた。その後早稲田大学（以下、早大）に進学。木本建治が監督に就任した3年時の1986年、早明戦に初出場。
翌1987年、早大主将に就任。同年の早明戦は、雪の早明戦と言われる伝説の一戦となったが10－7で勝利。この勝利により、早大は関東大学対抗戦を5年ぶりに制した。続く全国大学ラグビーフットボール選手権大会では、京都産業、大阪体育、同志社の関西3チームを撃破し、11年ぶりに同大会制覇。そして1988年1月15日に行われた日本ラグビーフットボール選手権大会（以下、日本選手権）でも、早大OBの中村賢治が率いる東芝府中（現 東芝ブレイブルーパス）を22－16で破り、16年ぶり4度目の同大会優勝を果たした。
1988年1月15日に行われた日本選手権における早大フィフティーン
| 1988年1月15日、対 東芝府中 監督：木本建治 |            |      |              |
| 番号                                      | 選手名     | 学年 | 出身校       |
| 1                                         | 永田隆憲   | 4年  | 筑紫         |
| 2                                         | 森島弘光   | 2年  | 日川         |
| 3                                         | 頓所明彦   | 4年  | 巻           |
| 4                                         | 弘田知巳   | 4年  | 早実         |
| 5                                         | 篠原太郎   | 3年  | 筑紫         |
| 6                                         | 神田識二朗 | 4年  | 福岡         |
| 7                                         | 清田真央   | 3年  | 神戸         |
| 8                                         | 清宮克幸   | 2年  | 茨田         |
| 9                                         | 堀越正巳   | 1年  | 熊谷工       |
| 10                                        | 前田夏洋   | 2年  | 修猷館       |
| 11                                        | 今泉清     | 1年  | 大分舞鶴     |
| 12                                        | 今駒憲二   | 4年  | 生田         |
| 13                                        | 藤掛三男   | 1年  | 佐野         |
| 14                                        | 桑島靖明   | 4年  | 石神井       |
| 15                                        | 加藤進一郎 | 4年  | 國學院久我山 |

その後、九州電力（現 九州電力キューデンヴォルテクス）に入社。1988年のオックスフォード大学戦に、日本代表選手として出場し、キャップ1を獲得した。そして九州電力でも主将を歴任。現役引退後は、九州電力及び日本代表のフォワード(FW)コーチ、九州代表監督を務めた。
義父は板東英二。